# Rake
Rake是一款软件任务管理及組建自動化工具。用户可指定任务、描述依赖关系及分组命名空间中的任务。 
此软件与SCons和Make类似，但有着诸多差异。Rake使用Ruby编写，使用以Ruby语法编写的Rakefile（与Make中的Makefile等同）。此软件由吉姆·韦里奇编写。
Rake使用Ruby的匿名函数块来定义多个任务并允许用户使用Ruby语法。它拥有共同任务库，例如：控制文件任务的函数及移除已编译文件（即“clean”任务）的库。与Make相似的是，Rake同样可以根据模式来合成任务，例如：根据文件名自动构建文件编译任务。Rake现已成为Ruby 1.9后标准库的一部分。

## 示例
下方是一个简单的用于构建C语言 “Hellow, world!”程序的Rake脚本。
```
  
file
 
'hello.o'
 
=>
 
'hello.c'
 
do

    
sh
 
'cc -c -o hello.o hello.c'

  
end

  
file
 
'hello'
 
=>
 
'hello.o'
 
do

    
sh
 
'cc -o hello hello.o'

  
end

```

要查看更多示例，请参见Rakefile 文件格式（页面存档备份，存于）文档。

### 规则
当文件被列为先决条件但不含有为其定义的文件任务时，Rake将尝试通过查看Rakefile所支持的规则列表来合成任务。例如，假设我们尝试调用任务"我的代码.o"却不为其定义任务，且Rakefile规则如下所示：
```
rule
 
'.o'
 
=>
 
'.c'
 
do
 
|
t
|

  
sh
 
"cc 
#{
t
.
source
}
 -c -o 
#{
t
.
name
}
"

end

```

此规则将自动合成任意以“.o”为后缀名的任务。前提条件是必须存在拓展名为“.c”的源文件。若Rake可以找到名为“我的代码.c”的源文件，其将自动新建任务将“我的代码.c”构建为“我的代码.o”。若文件“我的代码.c”不存在，Rake将尝试为其递归合成规则。
当任务从规则中合成后，任务的原属性被设置为匹配源文件。这点使得用户可撰写含引用源文件操作的规则。

### 高级规则
任意正则表达式均可作为规则模式。除此之外，进程也可用于计算源文件名称以允许复杂的模式及源。
下方规则与上方示例等同：
```
rule
(
/\.o$/
 
=>

  
->
(
t_name
){
 
t_name
.
sub
 
/\.o$/
,
 
'.c'
 
})
 
do
 
|
t
|

  
sh
 
"cc 
#{
t
.
source
}
 -c -o 
#{
t
.
name
}
"

end

```

请注意：根据Ruby语法习惯，当首个参数为正则表达式时需要在规则旁插入括号。
下列规则可用于Java文件：
```
rule
 
'.class'
 
=>
 
->
(
t_name
){
 
t_name

    
.
sub
(
/\.class$/
,
 
'.java'
)

    
.
sub
(
/^classes\//
,
 
'src/'
)
 
}
 
do
 
|
t
|

  
java_compile
(
t
.
source
,
 
t
.
name
)

end

```

下方是个简单的Rake合成配方示例：
```
namespace
 
:cake
 
do

  
desc
 
'做煎饼馃子'

  
task
 
:pancake
 
=>
 
[
:egg
,
:mianhu
,
:conghua
,
:baking_powder
]
 
do

     
puts
 
"凉油"

  
end

  
task
 
:mianhu
 
do

    
puts
 
"放上凉面糊推成圆饼型"

  
end

  
task
 
:egg
 
=>
 
:mianhu
 
do

    
puts
 
"打上1{{frac|1|2}}个鸡蛋"

  
end

  
task
 
:conghua
 
do

    
puts
 
"放上1{{frac|1|4}}勺葱花"

  
end

  
task
 
:egg
 
do

   
puts
 
"打上1个鸡蛋"

  
end

  
task
 
:qiguo
 
do

   
puts
 
"铲起大饼打包"

  
end

end

```

## 另请参阅
- Make
- Apache Maven
- Apache Ant